# St. Michael (Etting (Polling))

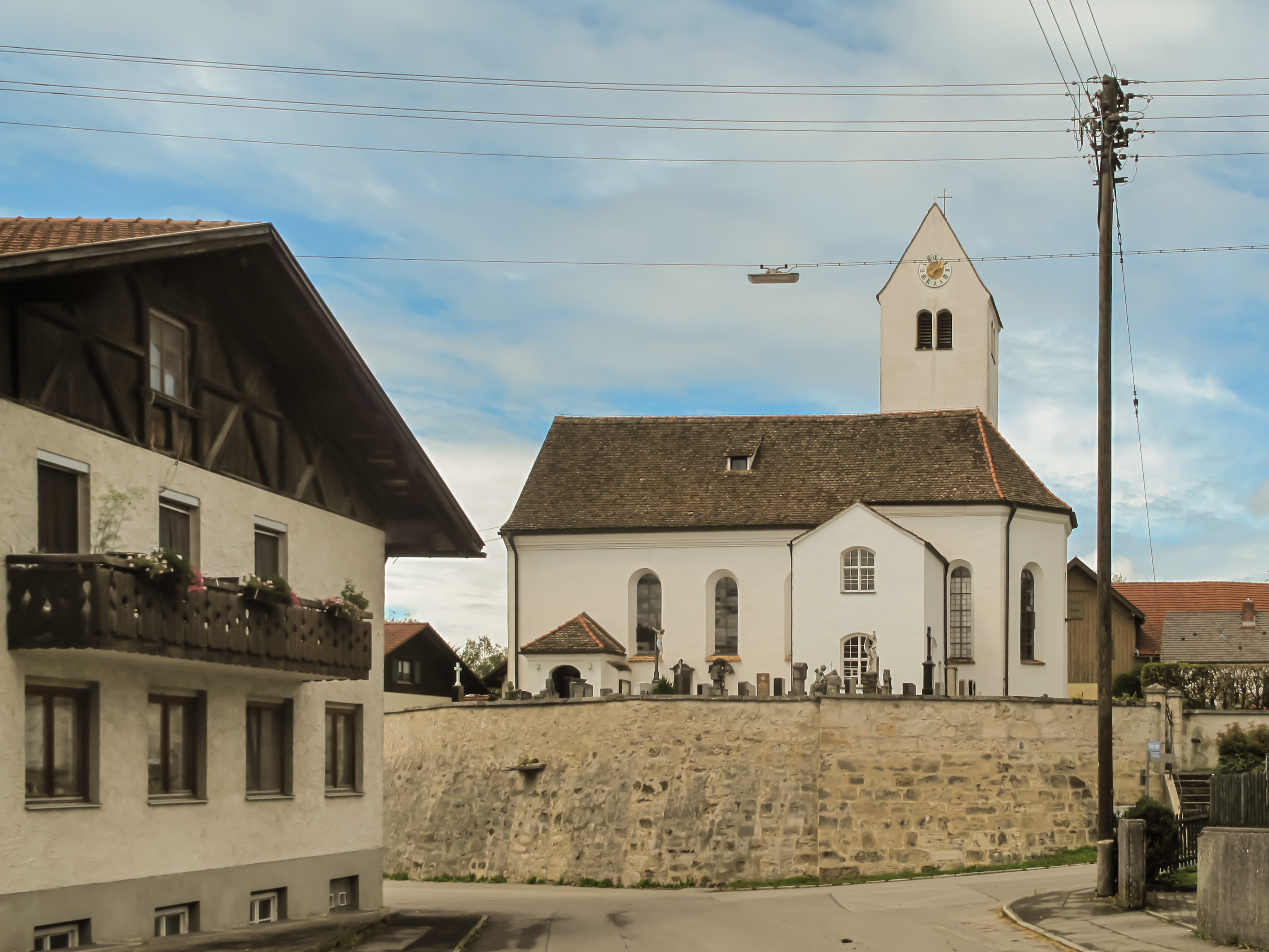
Kirche St. Michael in Etting

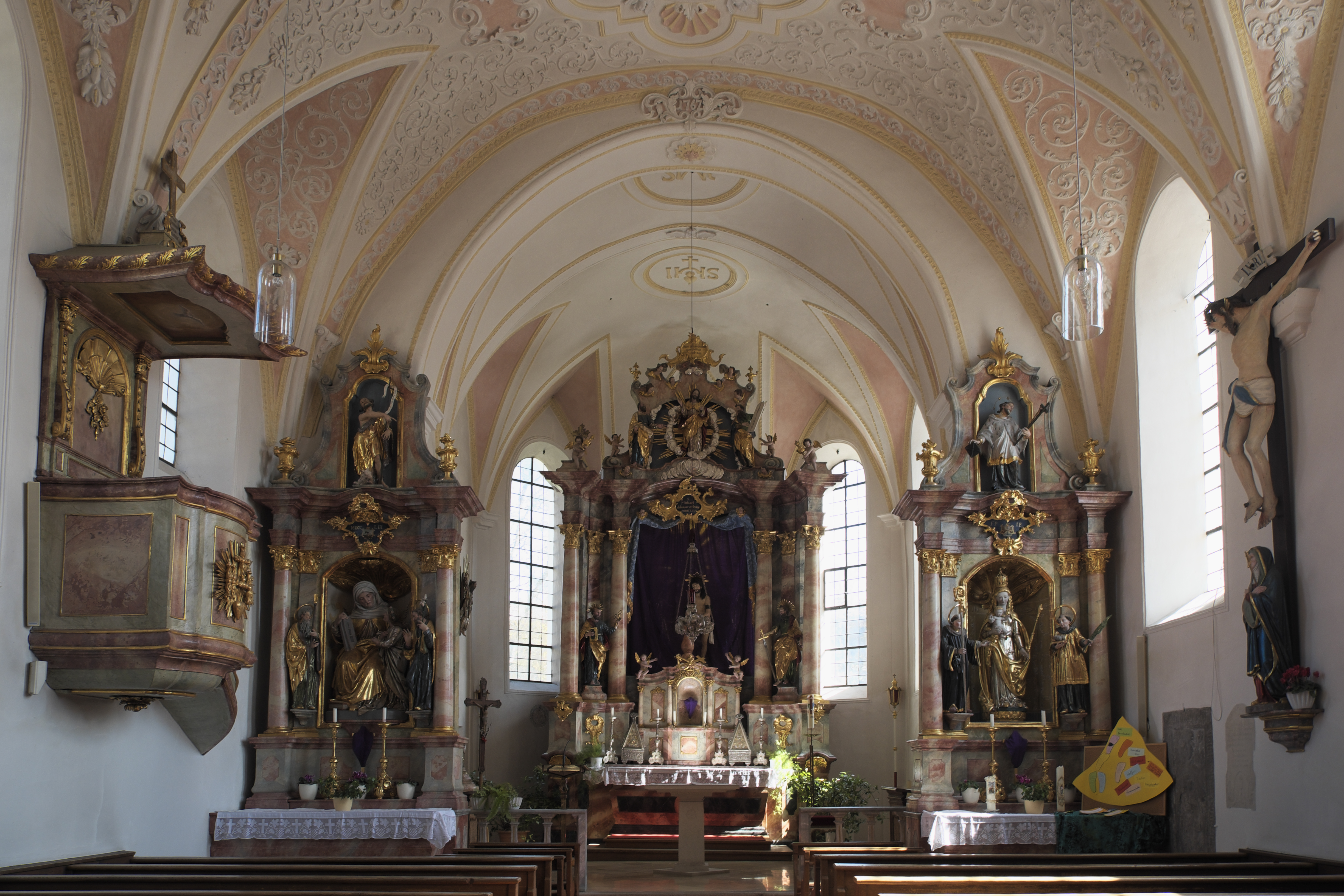
Innenansicht

Die römisch-katholische Pfarrkirche St. Michael ist eine gotische, barockisierte Saalkirche im Ortsteil Etting von Polling im oberbayerischen Landkreis Weilheim-Schongau. Sie gehört zur Kirchengemeinde St. Michael in Etting im Dekanat Weilheim-Schongau des Bistums Augsburg.

## Geschichte und Architektur
Die Kirche in Etting ist ein gotisches Bauwerk von 1526, das 1537 eingewölbt und dessen Turm 1547 fertiggestellt wurde. Im Jahr 1741 wurde die Sakristei erbaut, 1743 die Fenster vergrößert und 1762 das Innere neu gestaltet. Eine Renovierung des Äußeren erfolgte in den Jahren 1979–1982, das Innere wurde 1998 renoviert. In der Folge wurde die Ausstattung mit Hochaltar, Seitenaltären, Kanzel und Kreuzweg bis 2008 restauriert.
Die Kirche ist ein Saalbau mit leicht eingezogenem, dreiseitig geschlossenem Chor und Nordturm. Im Langhaus bilden Tonnengewölbe mit Stichkappen auf Gesimskonsolen, im Chor auf Pilastern den Abschluss. Die Stuckierung wurde durch Benedikt Perghofer im Jahr 1710 vorgenommen, der Stuck im Chor 1871 abgeschlagen.

## Ausstattung

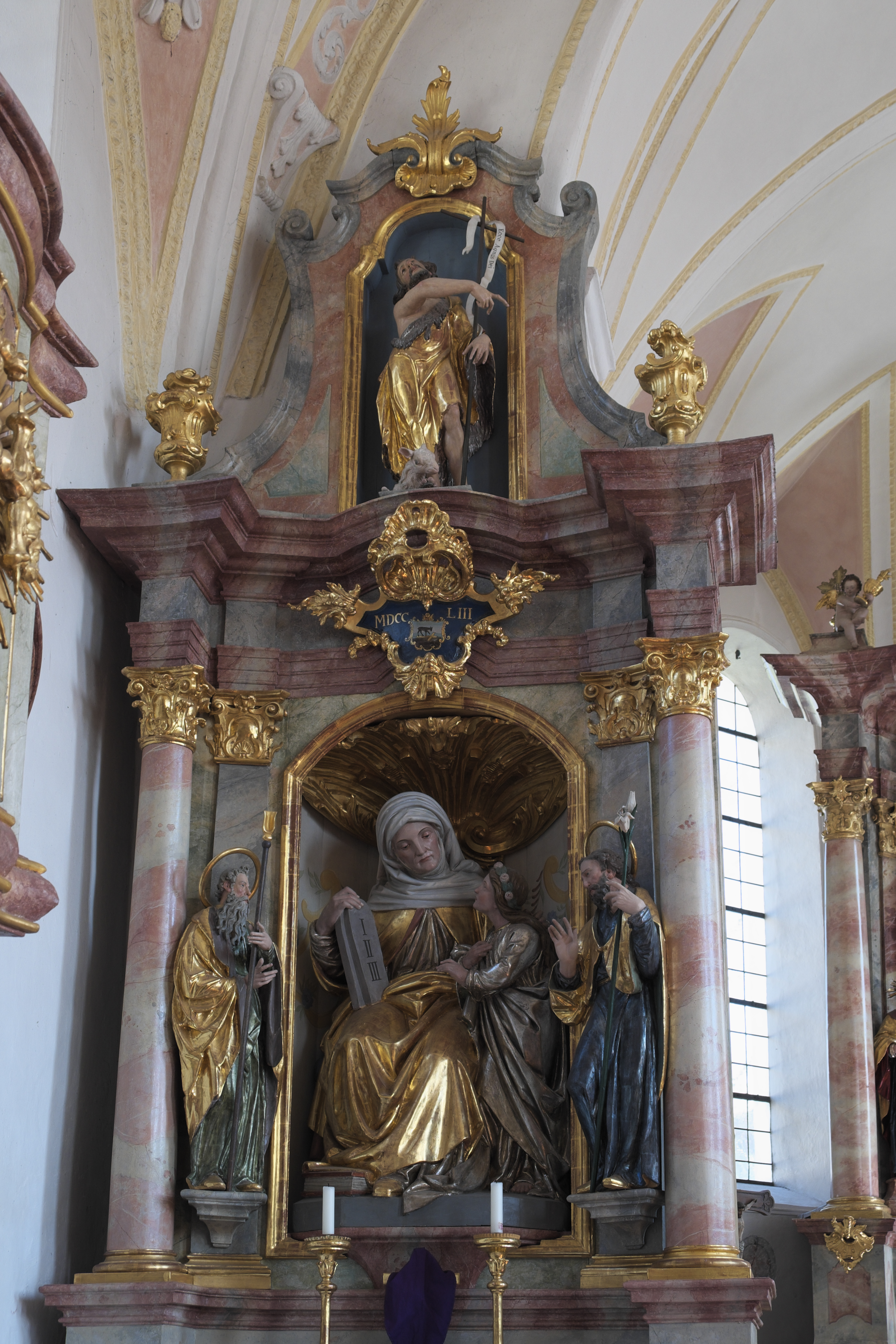
Linker Seitenaltar

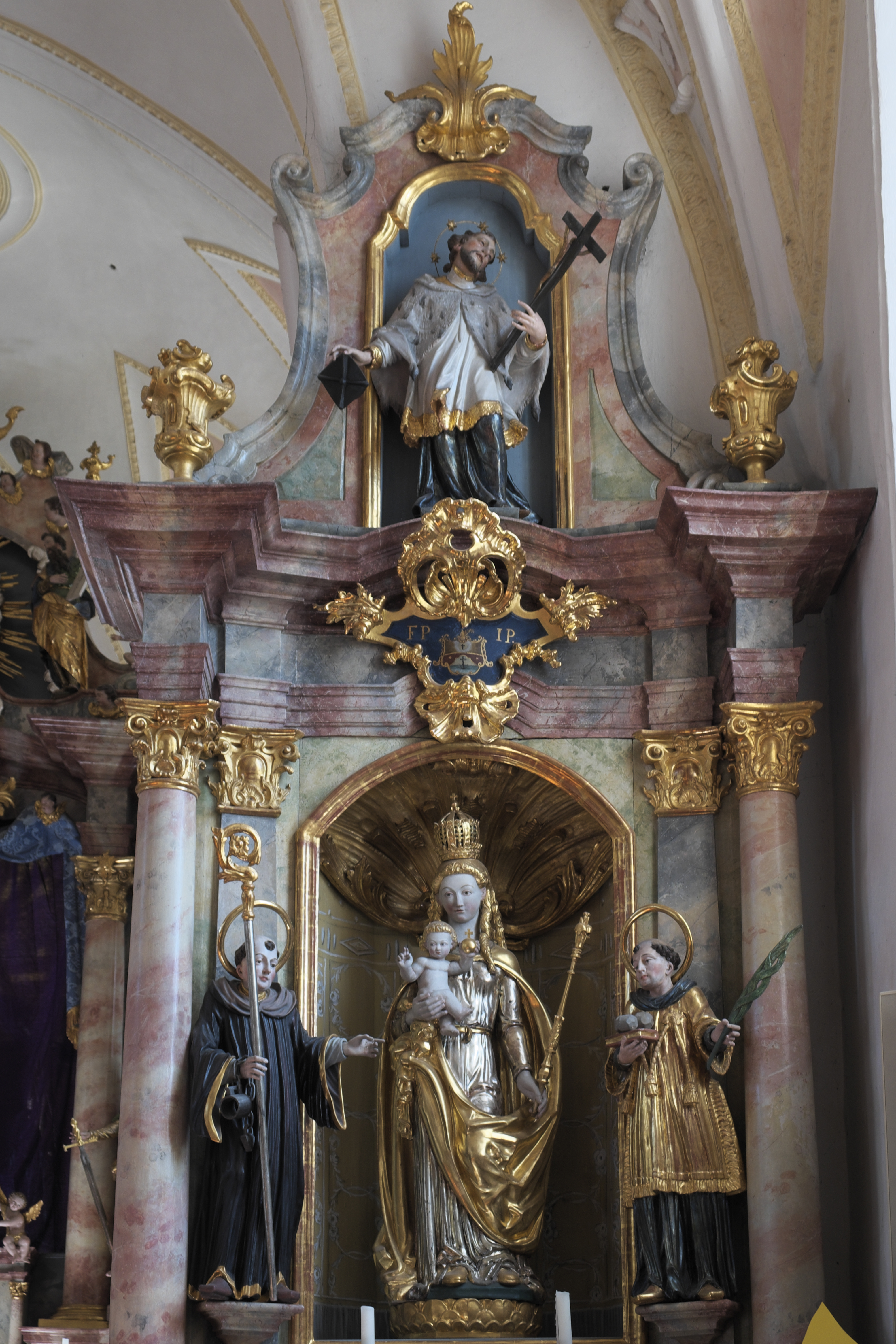
Rechter Seitenaltar

Der Hochaltar mit einer tiefen Lichtnische wurde 1755 von Franz Xaver Schmädl und dem Schreiner Martin Seegmiller aus Weilheim gestaltet und im Jahr 1762 geändert. Die Skulptur des Heiligen Michael wurde 1744 von Schmädl geschaffen, die begleitenden Erzengel Gabriel und Raffael sowie alle kleinen Figuren zu Beginn des 17. Jahrhunderts, wie auch die Figuren der Apostelfürsten.
An der Chornordwand findet sich eine kleine Skulptur des heiligen Andreas im Strahlenkranz, die mit BSB (Bartholomäus Steinle Bildhauer) bezeichnet ist und vermutlich um 1608 für die ehemalige Kanzel der Filialkirche St. Andreas am Ort geschaffen wurde.
Die Seitenaltäre wurden 1753 unter teilweiser Verwendung älterer Figuren von Schmädl und Seegmiller geschaffen. Der linke Seitenaltar zeigt Seitenfiguren der Heiligen Joseph und Joachim, die 1730 von Martin Dirr geschaffen wurden, im Altarauszug ist Johannes der Täufer von Schmädl angeordnet. Der rechte Seitenaltar ist mit Seitenfiguren der Heiligen Leonhard und Stephanus ausgestattet, die um 1730 von Dirr gestaltet wurden.
Die Kanzel ist ein Werk von 1732, der gegenüber angebrachte Kruzifixus stammt vom Ende des 17. Jahrhunderts. Die Leinwandgemälde aus dem Jahr 1762 der unteren Empore wurden von Johann Michael Kaufmann aus München geliefert. In der südlichen Vorhalle ist der auferstandene Christus aus dem Jahr 1726 von Johann Georg Dirr aufgestellt, gestiftet von der Bauersfrau Maria Promberger. Die Orgel, eine mechanische Stech-Orgel, stammt aus dem Jahr 1865. Sie verfügt über 507 Pfeifen, 9 Register, 1 Manual und einen elektrisch betriebenen Blasebalg.
Das Geläut, bestehend aus drei Stahlglocken, gegossen vom Bochumer Verein, kam am 24. Februar 1924 auf den Turm. Michaelsglocke (1369 kg), Marienglocke (935 kg) und Herz-Jesu-Glocke (491,5 kg).